# Mythology
Mythology é a uma compilação de 4 discos lançada pelos Bee Gees em 2010, em comemoração aos 50 anos da banda britânica.
A coletânea contém 4 discos com um total de 81 músicas, e em cada disco foi homenageado um irmão Gibb.
Em 2013, Barry Gibb saiu em turnê pela Austrália para promover o disco. A turnê se chama Mythology Tour e, inicialmente prevista com apenas 3 concertos, foi ampliada para 5.

## Faixas[1]

### Disco 1 (Barry)
1. "Spirits (Having Flown)"
2. "You Win Again"
3. "Jive Talkin'"
4. "To Love Somebody"
5. "Tragedy"
6. "Too Much Heaven"
7. "First of May"
8. "More than a Woman"
9. "Love So Right"
10. "Night Fever"
11. "Words"
12. "Don't Forget to Remember"
13. "If I Can't Have You"
14. "Alone"
15. "Heartbreaker"
16. "How Deep Is Your Love"
17. "Love You Inside Out"
18. "Stayin' Alive"
19. "Barker Of The UFO"
20. "Swan Song"
21. "Spicks And Specks"

### Disco 2 (Robin)
1. "I Am The World"
2. "New York Mining Disaster"
3. "I Can't See Nobody"
4. "Holiday"
5. "Massachusetts"
6. "Sir Geoffrey Saved The World"
7. "And The Sun Will Shine"
8. "The Singer Sang His Song"
9. "I've Gotta Get a Message to You"
10. "I Started a Joke"
11. "Odessa"
12. "Saved By The Bell"
13. "My World"
14. "Run To Me"
15. "Love Me"
16. "Juliet"
17. "The Longest Night"
18. "Fallen Angel"
19. "Rings Around The Moon"
20. "Embrace"
21. "Islands In The Stream"

### Disco 3 (Maurice)
1. "Man In The Middle"
2. "Closer Than Close"
3. "Dimensions"
4. "House Of Shame"
5. "Suddenly"
6. "Railroad"
7. "Overnight"
8. "It's Just The Way"
9. "Lay It On Me"
10. "Trafalgar"
11. "Omega Man"
12. "Walking On Air"
13. "Country Woman"
14. "Angel Of Mercy"
15. "Above And Beyond"
16. "Hold Her In Your Hand"
17. "You Know It's For You"
18. "Wildflower"
19. "On Time"
20. "The Bridge"

### Disco 4 (Andy)
1. "Shadow Dancing"
2. "I Just Want to Be Your Everything"
3. "(Love Is) Thicker Than Water"
4. "An Everlasting Love"
5. "Desire"
6. "(Our Love) Don't Throw It All Away"
7. "Flowing Rivers"
8. "Words And Music"
9. "I Can't Help It (Com Olivia Newton-John)"
10. "Time Is Time"
11. "Me (Without You)"
12. "After Dark"
13. "Warm Ride"
14. "Too Many Looks In Your Eyes"
15. "Man On Fire"
16. "Arrow Through The Heart"
17. "Starlight"
18. "Dance To The Light Of The Morning"
19. "In The End"